# اتصال سلكي

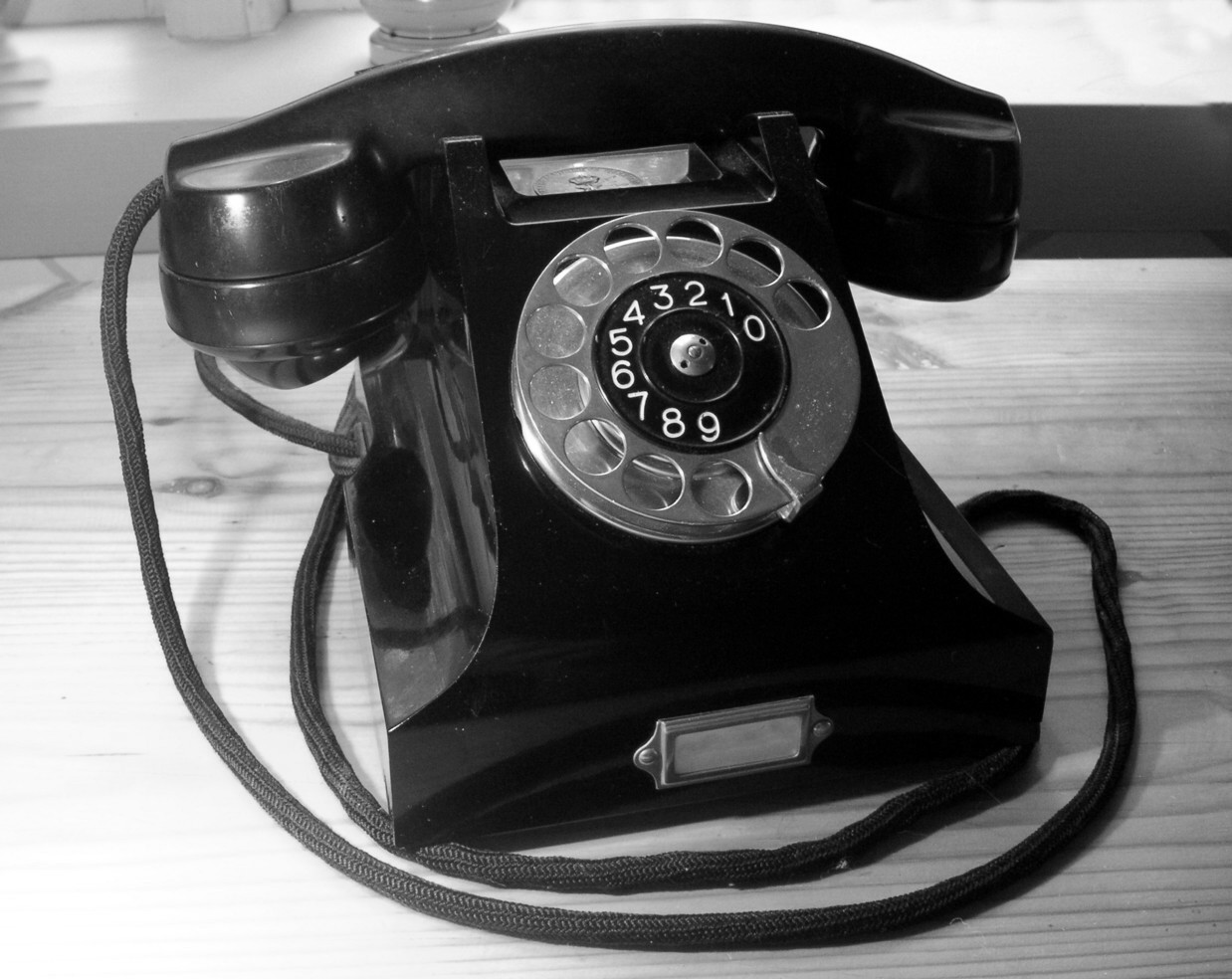

اتصال سلكي (بالإنجليزية: Wired Communication) هي نقل البيانات عبر تقنيات الإتصال المستندة على الأسلاك.

## التطبيقات
تعد شبكات الهاتف وكيابل التلفاز والاتصال بشبكة الإنترنت والاتصالات بالألياف البصرية كما يعتبرأيضا الدليل الموجي (الكهرومغناطيسي) المستخدم في التطبيقات ذات الطاقة العالية خطا سلكيا من الأمثلة على الاتصالات السلكية. وعكسها تقنيات الاتصال التي لاتعتمد على الأسلاك في نقل البيانات وتسمى اللاسلكية.

## التسمية
التسمية القانونية لهذا النوع من الانتقال هي الاتصالات السلكية وهي لمعظم التقنيات اللاسلكية اليوم والأجهزة والخوادم (وتشمل أمور أخرى وهي الاستلام والشحن والتسليم) كما هو معرف في قانون الإتصالات عام 1934. هذا ما يجعل كل شيء مباشر على الإنترنت اليوم، بموجب القانون فإن جميع الهواتف اللاسلكية جزءا من الاتصالات السلكية سواء كان اتصال فعلي بسلك مرئي أو غيرمرئي أنشأ قانون الاتصالات عام 1934 لجنة الاتصالات الفيدرالية لتحل محل لجنة الإذاعة الفيدرالية.

## الأهمية
لو لم توجد الاتصالات السلكية لما وجد الانترنت اليوم أوالهواتف المحمولة أو أي شيء لاسلكي باستثناء الاتصالات الساتلية.